# Cừu Moorschnucke

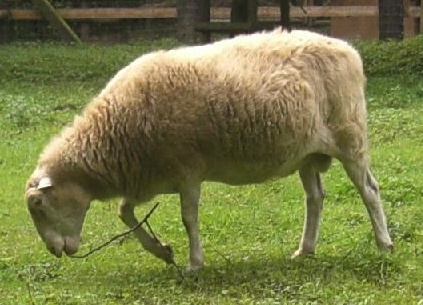
Cừu Moorschnucke

Cừu Moorschnucke hay còn gọi là cừu Weisse Heidschnucke khuyết sừng, cũng được biết đến ở Đức với tên gọi Moorschnucke là một giống cừu nhỏ trong nhóm cừu Landrace Bắc Đức và thuộc về các giống Heidschnucke, một phần của nhóm cừu đuôi ngắn Bắc Âu. Tuy nhiên, không giống như các loại cừu Heidschnucke khác, thân thể chúng là hoàn toàn trắng và khuyết sừng ở cả hai giới.
Cừu Moorschnucke có nguồn gốc từ Moorlands hoặc đầm lầy của Hạ Saxony ở Bắc Đức. Năm 1922, Moorschnucke đã được tách ra từ sự đa dạng sừng và sau đó được gọi là Moorschnucke. Moorschnucke chủ yếu được nuôi trên các đầm lầy lớn và vùng đồng cỏ khô ở miền Bắc và miền Trung nước Đức. Hôm nay chúng được nuôi chủ yếu ở đồng hoang Diepholz. Phạm vi ban đầu của nó là các huyện Diepholz, Nienburg và Rotenburg. 

## Đặc điểm

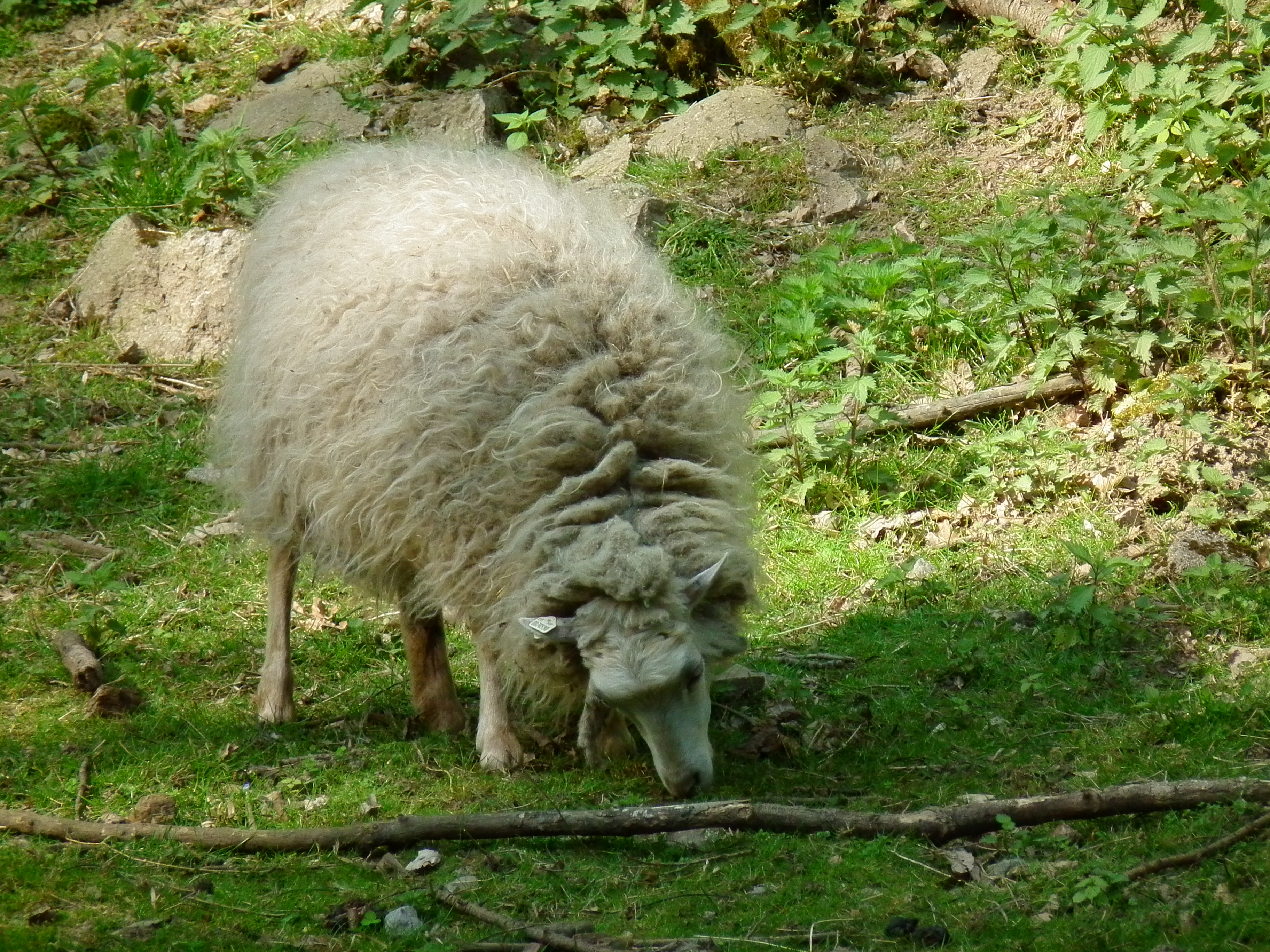
Cừu Moorschnucken ở Wildfreigehege Bend Grevenbroich

Chúng ăn thực vật hoang dã như cỏ tím moor, cói, cây me chua, nấm, rêu, địa y và cây thân thảo như thạch phổ biến, chuông thạch, thạch xuyên lá, nam việt quất, cây thông và bạch dương. Chúng rất phù hợp với cuộc sống trên các vùng đồng hoang. Nó là rất khỏe mạnh và thậm chí có thể đi bộ qua nước cao đến đầu gối. Nó là thích hợp nhất để bảo tồn thiên nhiên, khu bảo tồn và chăn thả gia súc trong các đầm lầy và khu vực ẩm ướt. Thịt của nó được coi là một món ăn ngon, và gọn gàng hơn và sẫm màu hơn so với các giống cừu khác.
Như một kết quả của việc nuôi thâm canh. Chúng có một màu trắng thuần nhất. Cả hai giới đều khuyết sừng với một đầu dài và đôi tai nằm ở một góc. Cấu trúc xương là nhẹ và tinh tế, móng có màu sáng và cứng. Đuôi ngắn một cách tự nhiên. Chiều cao vai của cừu đực từ 55–60 cm (22–24 in), cừu cái: 45–50 cm (18–20 in). Trọng lượng của cừu đực từ 60–70 kg (130-150 lb), cừu cái: 40–50 kg (88-110 lb). Việc chăn nuôi các giống cừu thịt và giảm chăn thả gia súc của vùng đồng hoang đã góp phần vào việc suy giảm dân số của giống cừu này. Thông qua những nỗ lực của các nhà bảo tồn thiên nhiên, các con số của chúng đã tăng lên khoảng 5.000 loài động vật.
Trán chúng phẳng, xương mũi lồi ra, chúng có hố nước mắt, mõm của chúng mỏng, môi hoạt động, răng cửa sắc, nhờ đó chúng có thể gặm được cỏ mọc thấp và bứt được những lá thân cây mềm mại, hợp khẩu vị trên cao để ăn. Chúng có thói quen đi kiếm ăn theo bầy đàn, tạo thành nhóm lớn trên đồng cỏ. Trong da chúng có nhiều tuyến mồ hôi và tuyến mỡ hơn dê. Bởi thế chúng bài tiết mồ hôi nhiều hơn và các cơ quan hô hấp tham gia tích cực hơn vào quá trình điều tiết nhiệt. Mô mỡ dưới da của chúng phát triển tốt hơn dê và ngược lại ở các cơ bên trong của chúng có ít tích lũy mỡ hơn dê. 

## Chăn nuôi

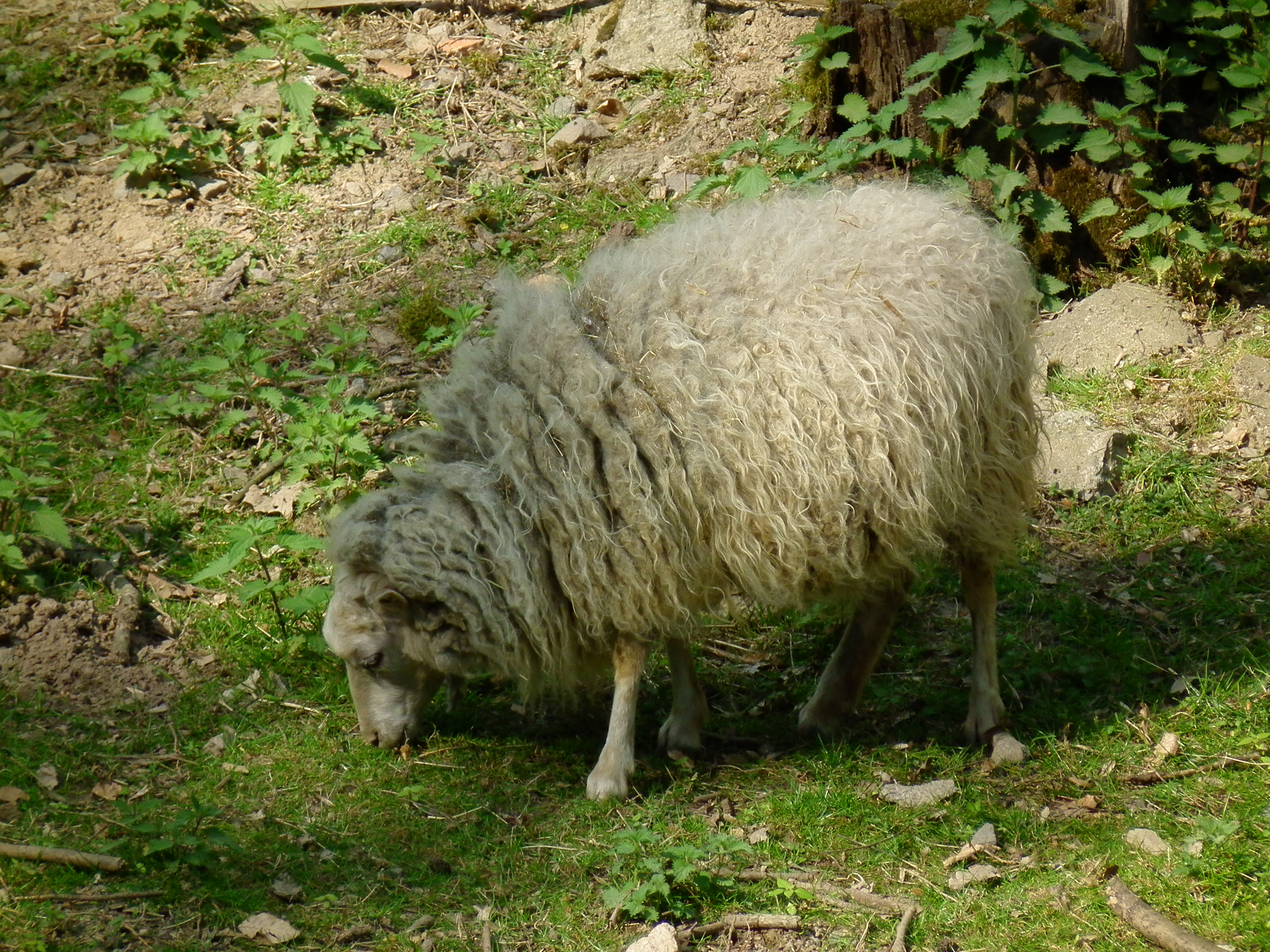

Chúng có tính bầy đàn cao nên dễ quản lý, chúng thường đi kiếm ăn theo đàn nên việc chăm sóc và quản lý rất thuận lợi. Chúng cũng là loài dễ nuôi, mau lớn, ít tốn công chăm sóc. So với chăn nuôi bò thì chúng là vật nuôi dễ tính hơn, thức ăn của chúng rất đa dạng, thức ăn của chúng là những loại không cạnh tranh với lương thực của người. Chúng là động vật có vú ăn rất nhiều cỏ. Hầu hết chúng gặm cỏ và ăn các loại cỏ khô khác, tránh các phần thực vật có gỗ nhiều. Chúng có chế độ hoạt động ban ngày, ăn từ sáng đến tối, thỉnh thoảng dừng lại để nghỉ ngơi và nhai lại. Đồng cỏ lý tưởng cho chúng như cỏ và cây họ Đậu. Khác với thức ăn gia súc, thức ăn chính của chúng trong mùa đông là cỏ khô.
Chúng là loài ăn tạp, có thể ăn được nhiều loại thức ăn bao gồm thức ăn thô xanh các loại như: rơm cỏ tươi, khô, rau, củ quả bầu bí các loại, phế phụ phẩm công nông nghiệp và các loại thức ăn tinh bổ sung như cám gạo ngũ cốc. Mỗi ngày chúng có thể ăn được một lượng thức ăn 15-20% thể trọng. Chúng cần một lượng thức ăn tính theo vật chất khô bằng 3,5% thể trọng. Với nhu cầu 65% vật chất khô từ thức ăn thô xanh (0,91 kg) và 35% vật chất khô từ thức ăn tinh (0,49 kg). Khi cho chúng ăn loại thức ăn thô xanh chứa 20% vật chất khô và thức ăn tinh chứa 90% vật chất khô.
Nguồn nước uống là nhu cầu cơ bản của chúng. Lượng nước cần cho chúng biến động theo mùa và loại và chất lượng thực phẩm mà chúng tiêu thụ. Khi chúng ăn nhiều trong các tháng đầu tiên và có mưa (kể cả sương, khi chúng ăn vào sáng sớm), chúng cần ít nước hơn. Khi chúng ăn nhiều cỏ khô thì chúng cần nhiều nước. Chúng cũng cần uống nước sạch, và có thể không uống nếu nước có tảo hoặc chất cặn. Trong một số khẩu phần ăn của chúng cũng bao gồm các khoáng chất, hoặc trộn với lượng ít.

## Chăm sóc
Sau khi cho phối giống 16-17 ngày mà không có biểu hiện động dục lại là có thể cừu đã có chửa, Căn cứ vào ngày phối giống để chuẩn bị đỡ đẻ cho cừu (thời gian mang thai của cừu 146-150 ngày) nhằm hạn chế cừu sơ sinh bị chết; Có thể bồi dưỡng thêm thức ăn tinh và rau cỏ non cho cừu có chửa nhưng tuyệt đối tránh thức ăn hôi mốc; Khi có dấu hiệu sắp đẻ (bầu vú căng, xuống sữa, sụt mông, âm hộ sưng to, dịch nhờn chảy ra, cào bới sàn...) nên nhốt ở chuồng riêng có lót ổ rơm và chăn dắt gần, tránh đồi dốc.
Thông thường cừu mẹ nằm đẻ nhưng cũng có trường hợp đứng đẻ, tốt nhất nên chuẩn bị đỡ đẻ cho cừu; Sau khi đẻ cừu mẹ tự liếm cho con. Tuy nhiên, vẫn phải lấy khăn sạch lau khô cho cừu con, nhất là ở miệng và mũi cho cừu con dễ thở. Lấy chỉ sạch buộc cuống rốn (cách rốn 4–5 cm), cắt cuống rốn cho cừu con và dùng cồn Iod để sát trùng; Giúp cừu con sơ sinh đứng dậy bú sữa đầu càng sớm càng tốt (vì trong sữa đầu có nhiều kháng thể tự nhiên); Đẻ xong cho cừu mẹ uống nước thoải mái (có pha đường 1% hoặc muối 0.5%).
Cừu con trong 10 ngày đầu sau khi đẻ cừu con bú sữa mẹ tự do; Từ 11-21 ngày tuổi cừu con bú mẹ 3 lần/ngày, nên tập cho cừu con ăn thêm thức ăn tinh và cỏ non, ngon; 80-90 ngày tuổi có thể cai sữa. Giai đoạn này phải có cỏ tươi non, ngon cho cừu con để kích thích bộ máy tiêu hóa phát triển (đặc biệt là dạ cỏ) và bù đắp lượng dinh dưỡng thiếu hụt do sữa mẹ cung cấp không đủ; Cừu sinh trưởng và phát triển nhanh, mạnh ở giai đoạn này.